# Elecciones generales de San Marino de 2019
Las elecciones generales de San Marino de 2019 se realizaron el 8 de diciembre.

## Sistema electoral
Los 60 miembros del Consejo Grande y General son elegidos por representación proporcional, con escaños asignados utilizando el método d'Hondt. El umbral electoral se calcula multiplicando el número de partidos que se presentan en las elecciones por 0,4, con un umbral máximo posible del 3,5 %.
Si ningún partido recibe la mayoría, o los dos partidos más grandes no pueden formar un gobierno de coalición dentro de los treinta días de las elecciones, se realizará una segunda vuelta entre las dos coaliciones más populares, y el ganador recibirá una prima de gobernabilidad para obtener la mayoría. Es la primera vez que se aplica la segunda ronda facultativa después del referéndum de reforma electoral de 2019.

## Resultados
|                                                        | Partido Demócrata Cristiano Sanmarinense | Partido Demócrata Cristiano Sanmarinense | Partido Demócrata Cristiano Sanmarinense | 5,993  | 33.35 | 21 |
|                                                        | Mañana en Movimiento                     |                                          | Movimiento Cívico RETE                   | 3,276  | 18.23 | 11 |
|                                                        | Mañana en Movimiento                     | Domani Motus Liberi                      | 1,112                                    | 6.19   | 4     |    |
|                                                        | Mañana en Movimiento                     | Votos directos a la coalición            | 57                                       | 0.32   | 0     |    |
| Total                                                  | Total                                    | 4,445                                    | 24.73                                    | 15     |       |    |
|                                                        | Libera                                   | Libera                                   | Libera                                   | 2,964  | 16.49 | 10 |
|                                                        | Noi per la Repubblica                    | Noi per la Repubblica                    | Noi per la Repubblica                    | 2,359  | 13.13 | 8  |
|                                                        | República Futura                         | República Futura                         | República Futura                         | 1,850  | 10.29 | 6  |
|                                                        | Elego                                    | Elego                                    | Elego                                    | 361    | 2.01  | 0  |
| Votos inválidos y en blanco                            | Votos inválidos y en blanco              | Votos inválidos y en blanco              | Votos inválidos y en blanco              | 1,262  | –     | –  |
| Total                                                  | Total                                    | Total                                    | Total                                    | 19,234 | 100   | 60 |
| Votantes registrados/participación                     | Votantes registrados/participación       | Votantes registrados/participación       | Votantes registrados/participación       | 34,511 | 55.73 | –  |
| Fuente: Secretaría de Estado para los Asuntos Internos |                                          |                                          |                                          |        |       |    |

## Formación de gobierno
Después de las elecciones, se formó un gobierno de coalición entre el Partido Demócrata Cristiano Sanmarinense y las alianzas Mañana en Movimiento y Noi per la Repubblica.